# Робърт Финке
Робърт Финке (на английски: Robert Finke) е американски състезател по плуване.
Роден е в гр. Тампа, щ. Флорида, САЩ. Състезава се за Saint Petersburg Aquatics с треньор Антъни Нести. Олимпийски шампион е на 200 м бруст на игрите (2020) в Токио.